# Harvard Mark IV
El Harvard Mark IV fue un sistema electrónico construido bajo la supervisión de Howard Aiken y de la Fuerza Aérea de Estados Unidos . El equipo terminó de construirse en 1952. Permaneció en La Universidad de Harvard, donde la Fuerza Aérea lo utilizó continuamente. 
El Mark IV utilizaba un tambor magnético y contaba con 200 registros de ferrita y una memoria de núcleos magnéticos (fue una de las primeras computadoras en hacerlo). Se separó el almacenamiento de datos de las instrucciones, lo que se conoce como la arquitectura Harvard.
- Datos: Q649871